# Otto Braun (écrivain)
Pour les articles homonymes, voir Braun et Otto Braun.

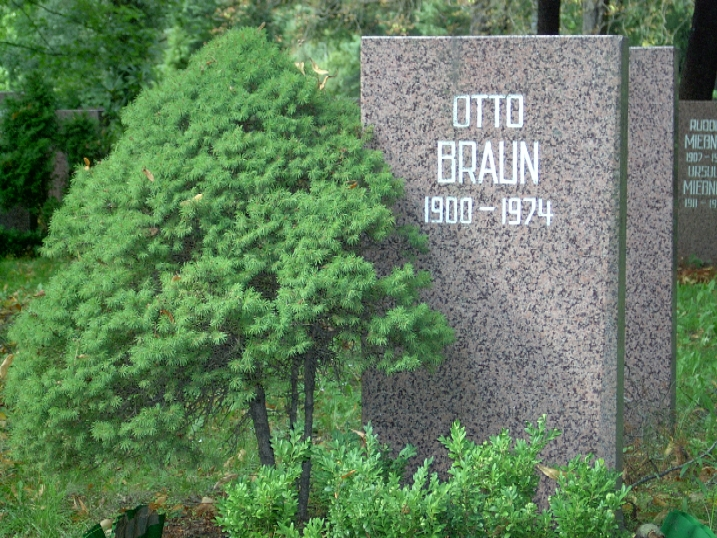
Tombe d'Otto Braun au cimetière central de Friedrichsfelde.

Otto Braun, né le 28 septembre 1900 à Ismaning et mort le 15 août 1974 à Varna, est un permanent du Parti communiste d'Allemagne et écrivain allemand. En qualité de collaborateur du Parti communiste chinois, il est le seul Européen à avoir participé à la Longue Marche. Son nom chinois était Li De (李德). Il a été premier Secrétaire de l'Union des écrivains de la République démocratique allemande.

## Biographie
Né le 28 septembre 1900 à Ismaning près de Munich, Otto Braun est le fils d'une institutrice et d'un comptable, qui meurt en 1901. Il fréquente une école normale à Pasing (près de Munich) et devient instituteur.
Mobilisé et envoyé au front en 1918, il adhère à la Jeunesse socialiste libre en décembre 1918, puis au Parti communiste d'Allemagne (KPD) en avril 1919. De 1919 à 1926, il exerce des fonctions dirigeantes au sein du parti.
En mars 1921, il prend part à la défense de la République des conseils de Bavière. Condamné pour « haute trahison » en 1926, il est incarcéré â la prison de Berlin-Moabit d'où il est libéré en 1928 par un groupe armé du KPD dont faisait partie Olga Benário. Il s'enfuit à Moscou, y suit les cours de l’Académie militaire Frounze et est nommé chef de régiment en 1932.
L'Internationale communiste l'envoie en 1932 en Chine comme conseiller militaire auprès du Parti communiste chinois. Il est le seul Européen à participer à la Longue Marche. Il retourne à Moscou en 1939 et travaille alors comme traducteur et rédacteur de littérature étrangère aux éditions de Moscou jusqu'en 1941. Il est ensuite, jusqu'en 1946, instructeur politique dans différents camps de prisonniers de guerre allemands, puis aussi d'officiers japonais. De 1948 à 1954, il retrouve son emploi aux éditions de Moscou, période durant laquelle il a la nationalité soviétique.
En juin 1954, il parvient à s'installer en République démocratique allemande. Il adhère au Parti socialiste unifié d'Allemagne et collabore à l'institut du marxiste-léninisme de 1954 à 1961. Il est premier secrétaire du l'Union des écrivains de RDA de 1961 à 1963. Il se consacre ensuite à l'écriture de ses mémoires. Il reçoit le prix national de la République démocratique allemande en 1969.
Otto Braun meurt le 15 août 1974 lors d'un séjour de repos à Varna en Bulgarie. Son urne est inhumée dans le Mémorial des Socialistes au cimetière central de Berlin-Friedrichsfelde.

## Publications
- In der Münchner Freien Sozialistischen Jugend, Berlin 1959
- Chinesische Aufzeichnungen (1932–1939), Dietz Verlag, Berlin 1973